# Heimhelfer
Heimhelfer ist ein Sozialbetreuungsberuf mit Pflegehilfekompetenz in Österreich, der durch das Wiener Sozialbetreuungsberufegesetz von 2008 geregelt ist.

## Berufsbild
Heimhelfer unterstützen betreuungsbedürftige Menschen aller Altersstufen, die aufgrund gesundheitlicher Beeinträchtigung oder schwieriger sozialer Umstände nicht in der Lage sind, sich selbst zu versorgen und in ihrer Wohnung bzw. einer betreuten Wohneinheit oder einer Wohngemeinschaft bleiben wollen. Sie helfen bei der Haushaltsführung und bei den Aktivitäten des täglichen Lebens sowie im Umgang mit den existentiellen Erfahrungen des täglichen Lebens. Eigenaktivitäten werden unterstützt; außerdem wird Hilfe zur Selbsthilfe gewährt. Heimhelfer sind zur Berufsausübung in der Pflegehilfe berechtigt.
Sie arbeiten im Team mit der Hauskrankenpflege und den mobilen Betreuungsdiensten. Außerdem sind sie in Wohn- und Pflegeheimen, Tageszentren, Behinderteneinrichtungen, Nachbarschaftszentren und Wohnungsloseneinrichtungen tätig. Der Beruf des Heimhelfers darf ausschließlich im Rahmen einer Einrichtung ausgeübt werden, deren Rechtsträger der Verantwortung des Berufs entsprechende Qualitätssicherungsmaßnahmen vorzunehmen hat.

## Aufgabenbereich
Zum Aufgabengebiet gehört ein eigenverantwortlicher Bereich und ein Tätigkeitsfeld, in dem Anleitung und Aufsicht von Mitarbeitern des gehobenen Dienstes für Gesundheits- und Krankenpflege gefordert ist, wie Tätigkeiten der Basisversorgung und Unterstützung bei der Einnahme und Anwendung von Arzneimitteln.

### Eigenverantwortlicher Aufgabenbereich
Der eigenverantwortliche Aufgabenbereich besteht aus Tätigkeiten, die der unterstützungsbedürftige Klient oder der weisungsbefugte Sozial- bzw. Gesundheitsberufsangehöriger im Rahmen des Betreuungsplans anordnet. Dazu zählen: 
- hauswirtschaftliche Tätigkeiten, insbesondere Sorge für Sauberkeit und Ordnung in der unmittelbaren Umgebung der betreuten Personen
- Beheizen der Wohnung, Beschaffen des Brennmaterials
- Unterstützung bei Besorgungen außerhalb des Wohnbereichs
- Unterstützung bei der Zubereitung und Einnahme von Mahlzeiten
- einfache Aktivierung bzw. Anregung zur Beschäftigung
- Förderung von Kontakten im sozialen Umfeld
- hygienische Maßnahmen wie Wäscheversorgung
- Beobachtung des Allgemeinzustandes und rechtzeitiges Herbeiholen von Unterstützung durch andere Berufsgruppen
- Unterstützung von Pflegepersonal
- Dokumentation

## Ausbildung
Die Ausbildung zum Heimhelfer umfasst 400 Stunden: eine theoretische Ausbildung mit insgesamt 200 Unterrichtseinheiten und ein Praktikum im Umfang von 200 Stunden. Sie wird mit einer  kommissionellen Prüfung abgeschlossen. Zur theoretischen Ausbildung gehören die gesetzlich festgelegten Module:
- Dokumentation
- Ethik und Berufskunde
- Erste Hilfe
- Grundpflege und Beobachtung
- Haushaltsführung sowie

Grundlagen der
- angewandten Hygiene
- Arzneimittellehre
- angewandten Ernährungslehre und Diätkunde
- Ergonomie und Mobilisation
- Gerontologie
- Kommunikation und Konfliktbewältigung
- Sozialen Sicherheit

Die praktische Ausbildung umfasst 200 Stunden, wobei 120 Stunden im ambulanten Bereich und 80 Stunden im (teil-)stationären Bereich zu absolvieren sind. Sie beinhaltet Praktikumsvorbereitung und -reflexion.
Das Ausbildungsmodul „Unterstützung bei der Basisversorgung“, was nach der Gesundheits- und Krankenpflege-Basisversorgungs-Ausbildungsverordnung gefordert wird, ist mit insgesamt 100 Unterrichtseinheiten Theorie eingeschlossen.

### Fortbildungspflicht
Heimhelfer sind verpflichtet, im Zeitraum von zwei Jahren fachspezifische Fortbildungen im Umfang von mindestens 16 Stunden zu absolvieren.

## Geschichtliche Entwicklung
Im Zuge des Aufbaus einer Fürsorgeverwaltung ab 1946 in Wien bekamen pflegebedürftige Menschen finanzielle Hilfen, um in ihrer gewohnten häuslichen Umgebung hauswirtschaftliche oder pflegerische Unterstützung in Anspruch nehmen zu können. Während letztere als Hauskrankenpflege durch diplomiertes Krankenpflegepersonal erbracht wurde, war die Unterstützung in der Haushaltsführung Aufgabe der Heimhilfe. Zuständig für die Kostenübernahme war ab 1947 die Magistratsabteilung (MA) 12. 
Zunächst waren Anleitung und Schulung von Heimhelfern Sache der einzelnen Organisationen und durch deren Betriebsvereinbarungen geregelt. Ab 1997 legte das Wiener Heimhilfegesetz erstmals verbindliche Ausbildungsmodalitäten fest; seit 2005 zählt der Beruf zu den Sozialbetreuungsberufen. Die Magistratsabteilungen 12 und 47 wurden 2004 durch den Fonds Soziales Wien (FSW) und die MA 40 ersetzt.